# Campionati mondiali di maratona canoa/kayak 2019
I Campionati mondiali di maratona canoa/kayak 2019 sono stati la 27ª edizione della manifestazione. Si sono svolti a Shaoxing, in Cina tra il 17 e il 20 ottobre 2019. La competizione introduce per la prima volta in un Mondiale di categoria le gare di velocità sprint. 

## Medagliere
| Pos.   | Paese         | Oro | Argento | Bronzo | Totale |
| ------ | ------------- | --- | ------- | ------ | ------ |
| 1      | Ungheria      | 3   | 3       | 2      | 8      |
| 2      | Spagna        | 3   | 2       | 2      | 7      |
| 3      | Francia       | 2   | 1       | 0      | 3      |
| 4      | Ucraina       | 2   | 0       | 0      | 2      |
| 5      | Danimarca     | 1   | 0       | 0      | 1      |
| 6      | Cina          | 0   | 1       | 1      | 2      |
| 6      | Rep. Ceca     | 0   | 1       | 1      | 2      |
| 8      | Portogallo    | 0   | 1       | 0      | 1      |
| 8      | Polonia       | 0   | 1       | 0      | 1      |
| 8      | Serbia        | 0   | 1       | 0      | 1      |
| 11     | Argentina     | 0   | 0       | 3      | 3      |
| 12     | Russia        | 0   | 0       | 1      | 1      |
| 12     | Gran Bretagna | 0   | 0       | 1      | 1      |
| Totale | Totale        | 11  | 11      | 11     | 33     |

## Podi

### Uomini
| Evento     | Oro                                             | Perform. | Argento                                 | Perform. | Bronzo                               | Perform. |
| Canoa      |                                                 |          |                                         |          |                                      |          |
| C-1        | Manuel Antonio Campos                           | 2h05'31" | Jakub Brezina                           | 2h05'42" | Kiril Shamshurin                     | 2h05'50" |
| C-1 Sprint | Diego Romero Fraga                              | 16'17"   | Manuel Antonio Campos                   | 16'18"   | Jakub Brezina                        | 16'24"   |
| C-2        | Spagna Diego Romero Fraga Manuel Antonio Campos | 1h59'06" | Polonia Mateusz Zuchora Mateusz Borgiel | 1h59'19" | Ungheria Daniel Lazco Gergely Nagy   | 2h00'33" |
| K-1        | Mads Pedersen                                   | 2h08'34" | José Ramalho                            | 2h08'35" | Franco Balboa                        | 2h08'36" |
| K-1 Sprint | Cyrille Carré                                   | 14'20"   | Jérémy Candy                            | 14'21"   | Franco Balboa                        | 14'27"   |
| K-2        | Francia Quentin Urban Jérémy Candy              | 1h58'45" | Ungheria Adrián Boros Krisztián Máthé   | 1h58'49" | Argentina Darío Balboa Franco Balboa | 1h58'55" |

### Donne
| Evento     | Oro                                       | Perform. | Argento                                           | Perform. | Bronzo                          | Perform. |
| Canoa      |                                           |          |                                                   |          |                                 |          |
| C-1        | Liudmyla Babak                            | 1h19'30" | Caiyun Xin                                        | 1h21'03" | Zsófia Kisbán                   | 1h21'56" |
| C-1 Sprint | Liudmyla Babak                            | 19'20"   | Zsófia Kisbán                                     | 19'30"   | Wang Ying                       | 19'43"   |
| K-1        | Vanda Kiszli                              | 2h03'06" | Zsófia Zcellái-Vörös                              | 2h03'13" | Lizzie Broughton                | 2h03'17" |
| K-1 Sprint | Vanda Kiszli                              | 15'40"   | Kristina Bedeč                                    | 15'41"   | Eva Barrios Marcos              | 15'45"   |
| K-2        | Ungheria Zsófia Zcellái-Vörös Renata Csay | 1h56'30" | Spagna Tania Fernández García Tania Álvarez Yates | 1h56'33" | Spagna Irati Osa Arantza Toledo | 1h59'59" |